# Bae Sin-young
Bae Sin-young (kor. 배신영; * 11. Juni 1992) ist ein südkoreanischer Fußballspieler.

## Karriere
Bae Sin-young erlernte das Fußballspielen in der Jugendmannschaft von Ulsan Hyundai sowie in der Universitätsmannschaft der Dankook University. Seinen ersten Vertrag unterschrieb er 2015 beim Suwon FC. Der Verein aus Suwon spielte in der zweiten Liga des Landes, der K League Challenge. Ende 2015 stieg der Verein in die erste Liga auf. Von August 2016 bis Dezember 2016 wurde er an den Zweitligisten Daegu FC ausgeliehen. Am Ende der Saison stieg er mit dem Verein aus Daegu als Tabellendritter in die erste Liga auf. Anfang 2017 kehrte er wieder zu Suwon zurück. Von Mai 2018 bis Januar 2020 spielte er auf Leihbasis beim Sangju Sangmu FC in Sangju. Zu den Spielern des Vereins zählen südkoreanische Profifußballer, die ihren zweijährigen Militärdienst ableisten. Nach dem Militärdienst kehrte er Anfang 2020 wieder zu Suwon zurück. Ab Januar 2021 wechselt er nach Thailand. Hier unterschrieb er einen Vertrag beim Suphanburi FC. Der Verein aus Suphanburi spielt in der ersten Liga des Landes, der Thai League. Nach 14 Erstligaspielen wurde sein Vertrag nach Saisonende nicht verlängert. Am 16. Juni 2021 zog es ihn nach Indonesien. Hier unterzeichnete er einen Vertrag beim Erstligisten Persita Tangerang.